# تيان جون
تيان جون (بالصينية المبسطة: 田军)‏ هو مجدف صيني، ولد في 1982 في مدينة تشونغ شيانغ ‏ في الصين.

## وصلات خارجية
- تيان جون على موقع الاتحاد الدولي للتجديف (الإنجليزية)
- تيان جون على موقع أوليمبيديا (الإنجليزية)
- تيان جون على موقع اللجنة الأولمبية الصينية (الإنجليزية)